# 総管
総管（そうかん）は、かつて中国にあった官職である。都総管とも。

## 歴史
北周の武成元年（559年）、地方軍事長官の職名が都督から総管に改称された。武帝は王謙を益州総管に任じた。隋でも総管の名称は用いられたが、唐の武徳7年（624年）、高祖によって総管は都督に戻された。ただし作戦の元帥は行軍総管、行軍大総管と呼ばれた。五代から宋金にかけては馬歩軍都総管や兵馬総管といった職名が存在した。
元代になると各地に都総管府あるいは総管府が置かれ、各種事務を管理した。各藩親王の幕府は出兵時に総管を常設した。明清の宦官の首領は総管太監と称され、俗に総管と呼ばれた。清の内務府の長官も総管内務府大臣と称され、行宮の官員を総管した。歩軍統領と内属蒙古旗、布特哈の官員も総管（満洲語: ᡠᡥᡝᡵᡳ ᡩᠠ,  ラテン文字転写: uheri da）と称された。 
日本においては天平3年11月22日（731年12月25日）に治安の維持と行政の監察を目的とした臨時の官として畿内総管が置かれ、新田部親王が大総管、藤原宇合が副総管にそれぞれ任じられた。